# نبردناو آکی
نبردناو آکی (به انگلیسی: Japanese battleship Aki) یک کشتی بود که طول آن ۴۹۲ فوت (۱۵۰٫۰ متر) بود. این کشتی در سال ۱۹۰۷ ساخته شد.